# Mac Gargan
Pour les articles homonymes, voir Gargan.
MacDonald « Mac » Gargan, alias le Scorpion est un super-vilain évoluant dans l'univers Marvel de la maison d'édition Marvel Comics. Créé par le scénariste Stan Lee et le dessinateur Steve Ditko, le personnage de fiction apparaît pour la première fois dans le comic book Amazing Spider-Man (vol. 1) #19 en décembre 1964, mais ne prendra l'identité du Scorpion que dans le numéro 20 en janvier 1965.
C'est un ennemi récurrent du héros Spider-Man.

## Biographie du personnage

### Le Scorpion
Ancien détective privé, MacDonald Gargan est engagé par le journaliste J. Jonah Jameson pour surveiller Peter Parker, qui ramenait sans cesse d'incroyables clichés de Spider-Man. Ne pouvant rivaliser avec le « sens d'araignée » de Parker, il est finalement embauché par Jameson pour servir de cobaye pour une expérimentation visant à lui transmettre des gènes d'un scorpion, animal connu comme étant l'ennemi de l'araignée. Cette expérimentation fut menée par le bio-généticien Farley Stillwell.
Il fut aussi revêtu d'une armure équipée d'une queue cybernétique, qu'il pouvait utiliser mentalement, ceci dans le but d'en faire un homme capable de battre Spider-Man.
Après sa première défaite, et déjà rendu psychotique par le traitement, il craqua et voulut enlever le costume, mais il n'y parvint pas. Il rendit Jameson responsable de son malheur et tenta à plusieurs reprises de se venger du rédacteur, pour échouer à chaque fois face au Tisseur.
Au cours de sa carrière, il fut équipé de différents dards (électrique, acide, gaz) et il vécut longtemps dans les égouts, rongé par les troubles mentaux. Membre des Maîtres du mal à une occasion, il combattit aussi les Vengeurs et Daredevil.
Engagé par Justin Hammer, il échoua dans sa mission, sa haine de Jameson reprenant le dessus et virant à une prise d'otages. Déçu par son agent, Hammer envoya Backlash et le Rhino reprendre son matériel au Scorpion.
Lors de l'arc narratif Superior Spider-Man, le Scorpion apparaît aidé de Hydro-man et du Piégeur pour libérer Octopus (en réalité Spider-Man piégé dans le corps de son ennemi mourant Otto Octavius). Il est alors présenté comme violent, n'hésitant pas à massacrer des policiers ou à menacer des civils innocents. Son armure a été renforcée par Smythe, des pinces mécaniques ont été ajoutées à ses mains et il est devenu beaucoup plus résistant. Après avoir attaqué Spider-Man (en réalité Octopus) il finit par être vaincu, sa mâchoire étant brisée.

### Le troisième Venom
Dans la série Marvel Knights Spider-Man, Norman Osborn révéla à Gargan l'identité secrète de Spider-Man et lui fit kidnapper sa Tante May. Il lui fit ensuite l'offre d'un nouveau costume de scorpion, sans doute plus puissant que l'ancien.
Cependant, avant de le mettre, Gargan fut approché par le symbiote Venom, qui lui offrit ses services. MacGargan refusa au départ, mais le symbiote finit par le convaincre en lui disant qu'il n'était qu'un raté et qu'il n'arriverait à rien sans lui. Finalement, il fusionna donc avec le symbiote plutôt que de revêtir le costume, et devint le troisième Venom. Mais même avec ce nouveau pouvoir et les Sinister Douze, il fut vaincu par Spider-Man, Daredevil, Captain America, Iron Man et les Quatre Fantastiques.

### Chez les Thunderbolts
Après avoir été vaincu par Spider-man une fois encore, il fut envoyé en prison, où il refusa d'être appelé le Scorpion, demandant même à ce qu'on écrive « Venom » sur la porte de sa cellule. Il promit à Spider-man de ne pas révéler son identité, ne voulant de toute façon pas partager la meilleure arme qu'il ait contre lui.
Pendant le crossover Civil War, il fut recruté par les Thunderbolts pour chasser les super-héros refusant de signer le Registration Act. Le contrat imposa qu'il reste à leur service pour au moins un an, contre une amnistie, une nouvelle identité et un million de dollars. Étant donné sa nature agressive et violente, le gouvernement lui greffa un implant électrique pour le garder sous contrôle.
Dans ce rôle de chasseur, il affronta Jack Flag, Namor (qui, blessé, réussit à le battre) et Moon Knight qui lui échappa. Il fut aussi deux fois confronté à Eddie Brock (le premier Venom), devenu Anti-Venom, qui le vainquit la première fois. Il l'emporta la seconde, dissolvant temporairement le symbiote d'Anti-Venom (qui s'est régénéré ensuite, bien que Mac Gargan l'ignore) grâce à un poison, mais ne parvint pas à tuer Brock, le symbiote aimant encore trop ce dernier pour s'y résoudre. Il dut donc laisser fuir Eddie, après lui avoir promis de passer outre ce problème un jour.

### Sinister Spider-Man
Après la période Secret Invasion, Mac Gargan dévore un Skrull, le changeant en monstre. Norman Osborn le fait alors consommer un médicament qui ramène le symbiote à la taille qu'il avait lorsque Spider-Man le portait, rendant Mac Gargan similaire à Spider-Man avec le symbiote (bien qu'il se rechange en Venom lorsqu'il s'énerve). Il entre ensuite parmi l'équipe créée par Norman, les Dark Avengers, sous le nom de Spider-Man.

## Pouvoirs et capacités

### En tant que Scorpion

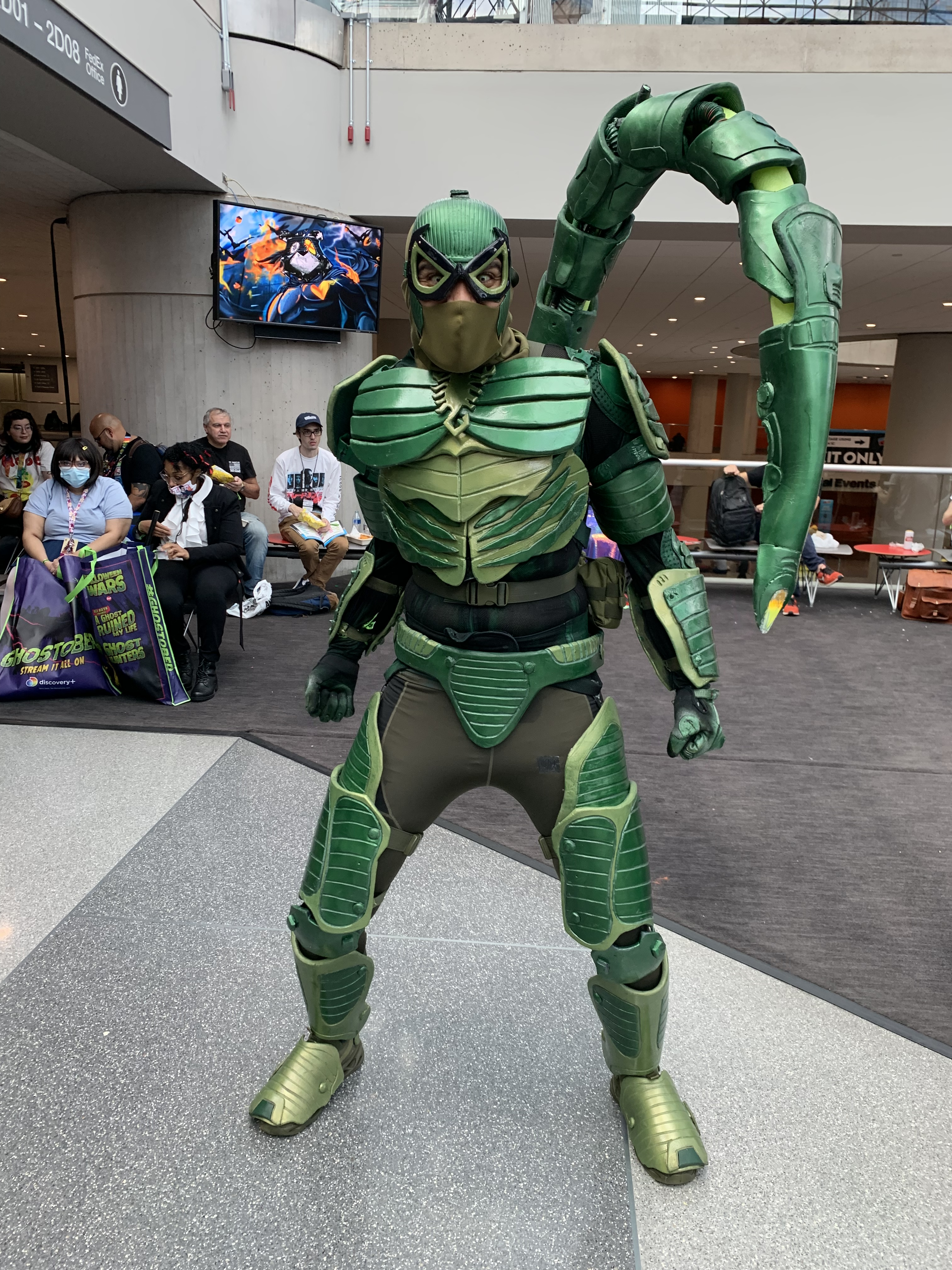
Cosplay du Scorpion.

MacDonald Gargan a reçu un traitement chimique qui a augmenté ses réflexes, son endurance et sa force à un niveau au-dessus de Spider-Man, bien que ce dernier reste plus doué au combat.
- Le Scorpion est capable de soulever près de 35 tonnes.
- Comme certains insectes, il peut adhérer aux surfaces.

Il était armé d'un costume renforcé et d'une queue cybernétique de 2 mètres de long, contrôlée mentalement. Le dard contenait différentes armes : poche d'acide, lame effilée, crochet électrique, projecteur plasma ou gaz suffoquant paralysant l'ennemi.

### En tant que Venom ou Spider-Man
En tant que Venom ou Spider-Man, les facultés surhumaines de Gargan se retrouvent accrues par le symbiote. Il acquiert en outre les dons suivants :
- il peut désormais projeter des filaments résistants, de la même manière que Spider-Man ;
- il est capable de se fondre dans son environnement ou de se transformer en vêtements classiques, le costume peut même créer une queue et s'en servir comme un cinquième membre ;
- le symbiote soigne rapidement l'hôte de toute blessure non-mortelle ; il altère cependant le raisonnement de son hôte, le rendant psychopathe à l'extrême (à tel point qu'il tente souvent de dévorer ses ennemis) ;
- il échappe au « sens d'araignée » de Spider-Man, ce qui le rend très dangereux pour le héros.

## Version alternative
Dans Ultimate Spider-Man, le Scorpion est un clone de Peter Parker, auquel on a greffé une queue sur la colonne vertébrale. Plus tard, quand Miles Morales succéda à Peter Parker en tant que Spider-Man, un certain Maximus Gargan, un criminel mexicain, apparaît sous le pseudonyme du Scorpion.

## Apparitions dans d'autres médias
Sauf indication contraire, les informations mentionnées dans cette section peuvent être confirmées par la base de données cinématographiques IMDb,  présente dans la section « Liens externes ».

### Cinéma

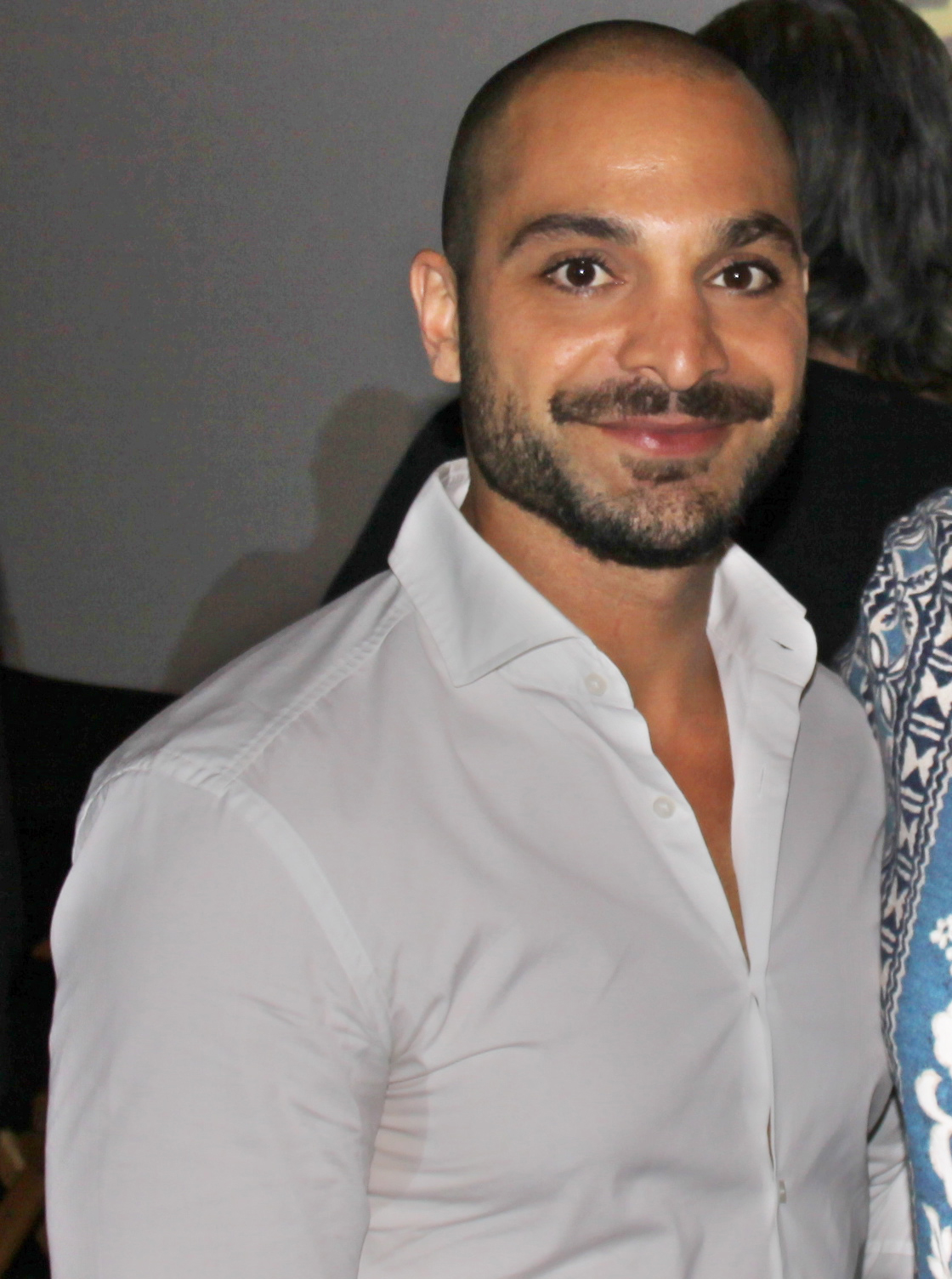
Michael Mando incarne Mac Gargan dans Spider-Man : Homecoming (2017)

Interprété par Michael Mando dans l'univers cinématographique Marvel
- 2017 : Spider-Man: Homecoming réalisé par Jon Watts

Il est ici un criminel notoire qui fait affaire avec Adrian Toomes pour que celui-ci lui vende des armes extraterrestres. La transaction sur le ferry de Staten Island est interrompue par Spider-Man, et Gargan est blessé lors du combat qui s'ensuit. Plus tard, il retrouve Toomes en prison et lui exprime son désir de vengeance envers le héros.
- 2026 : Spider-Man: Brand New Day réalisé par Destin Daniel Cretton

### Télévision
- 1967-1970 : L'Araignée (série d'animation)
- 1994-1998 : Spider-Man, l'homme-araignée (série d'animation)
- depuis 2012 : Ultimate Spider-Man (série d'animation)
- 2017 : Marvel Spider-Man (série d'animation)
- 2025 : Votre fidèle serviteur Spider-Man (série d’animation)

### Jeux vidéo
- 2000 : Spider-Man : Le Scorpion attaque Jameson dans son bureau du Daily Bugle, lui reprochant sa transformation irréversible en Scorpion, mais il est finalement vaincu par Spider-Man. Il constitue le premier boss du jeu.
- 2002 : Spider-Man : Ancien sujet d'une expérience militaire, il apparaît plutôt comme un personnage tragique, incapable d'enlever son armure, et arachnophobe. Comble de l'ironie, il est poursuivi par des robots-araignées d'Oscorp, qui l'ont confondu avec Spider-Man.
- 2007 : Spider-Man 3 : Là aussi dépeint comme un personnage tragique, il sollicite l'aide du Docteur Stillwell pour se faire retirer sa queue mécanique. Néanmoins, celle-ci préfère mettre au point une technologie de contrôle de son esprit et de se servir de Gargan contre son gré.
- 2018 : Marvel's Spider-Man : Ennemi de longue date de Spider-Man, il est enfermé au RAFT au début du jeu. Doc Ock le fait évader et lui propose de rejoindre son équipe des Sinister Six. Malgré une alliance avec le Rhino, le Scorpion est vaincu par l'Araignée et remis à la police.
- 2023 : Marvel's Spider-Man 2 : Dans cette suite, il doit être transféré à l'institut Ravencroft sous la surveillance des deux Spider-Men, il parviendra à s'échapper lorsque le bateau qui le transportait est attaqué par les Chasseurs, le groupe antagoniste du jeu, et sera capturé par ces derniers. Dans leur repaire, il affronte leur chef, Kraven, qui le tue en utilisant son propre poison contre lui.